# Asesinato de Sharron Prior
Sharron Prior (Quebec, Canadá; 9 de febrero de 1959 - Longueuil, Quebec; 29 de marzo de 1975) era una joven canadiense de 16 años que fue secuestrada el 29 de marzo de 1975 tras salir de su casa, ubicada en Pointe-Saint-Charles, suburbio de Montreal, para reunirse con unos amigos en una pizzería cercana. Tres días más tarde, el 1 de abril, su cuerpo fue encontrado en un descampado de la cercana ciudad de Longueuil. Había sido violada, golpeada y asfixiada. Su asesinato permaneció sin resolver durante 48 años y se consideró un caso de gran repercusión en Quebec.
En junio de 2022 se produjo una brecha en la investigación del caso, cuando se lograron identificar restos de ADN en la camiseta de un hombre identificado con un sujeto llamado Franklin Maywood Romine, que había fallecido en 1982. El cuerpo de Romine fue exhumado de un cementerio de Virginia Occidental para realizar más pruebas de ADN. El 23 de mayo de 2023, se confirmó que el ADN encontrado en el cuerpo de Prior coincidía con el de Romine; también coincidía con la descripción física de un sospechoso proporcionada por un testigo, y el coche del hombre era compatible con las huellas de neumáticos encontradas cerca del cuerpo de Prior.

## Antecedentes
Sharron Kim Prior nació el 9 de febrero de 1959, hija de Yvonne Prior; tenía dos hermanas gemelas, Doreen y Moreen, dos años menores que ella, y un hermano, que era el menor. Ambas hermanas dijeron que Prior era una «joven amable y de buen corazón que soñaba con ser veterinaria». El padre de Sharron era militar canadiense. Sus progenitores se habían divorciado.

## Asesinato

### Desaparición
El 29 de marzo de 1975, Prior salió de su casa sobre las 19 horas para reunirse con unos amigos y su novio en una pizzería cercana de Wellington Street, en el barrio de Pointe-Saint-Charles, pero nunca llegó. Cuando a las once de la noche no había regresado a casa, su madre, Yvonne, denunció su desaparición a la policía. La policía y voluntarios iniciaron una intensa búsqueda en Pointe-Saint-Charles para encontrar a Prior.

### Descubrimiento del cuerpo
Tres días después se encontró el cadáver de la joven en una zona boscosa de Longueuil, al otro lado del río San Lorenzo, frente a Montreal. Se había utilizado una camiseta de hombre para sujetarla y se encontraron huellas de neumáticos en el lugar del crimen.

## Investigación

### Autopsia
Las autopsias revelaron que había sido violada, golpeada y asfixiada. Se había extraído ADN de la camiseta de Prior, pero era insuficiente para ser analizado. No obstante, se conservó durante años con la esperanza de que algún día pudiera utilizarse para encontrar una coincidencia.

### Conexión con un intento de secuestro
Al mismo tiempo de la desaparición de Prior, una mujer de 22 años denunció que un hombre alto, blanco, de habla inglesa, ojos azules, pelo castaño y bigote intentó secuestrarla a punta de navaja. Había ocurrido en la misma calle en la que Prior fue secuestrado y se sospechó que se trataba del mismo autor.

### Avances posteriores
En junio de 2022, los avances en la tecnología de las pruebas de ADN permitieron a los investigadores realizar pruebas de ADN. Se había extraído ADN de la camiseta encontrada en la escena del crimen original.
En mayo de 2023, el asesinato de Prior se resolvió gracias a las nuevas técnicas de pruebas de ADN y a la persistencia de la familia de Prior. La policía reveló que el ADN coincidía con el de la familia Romine, oriunda de Charleston (Virginia Occidental), en los Estados Unidos. La policía exigió que se exhumara el cadáver de Franklin Maywood Romine, fallecido en 1982 a los 36 años. Éric Racicot, detective de la policía de Longueuil encargado del caso, declaró que las bases de datos locales mostraban que Romine tenía dos direcciones en Montreal y Longueuil en el momento del asesinato de Prior. Romine tenía un amplio historial delictivo y había tenido encuentros con la policía de Montreal y Estados Unidos, incluida una condena por violación, pero en un principio no era sospechoso del asesinato de Prior.
El ADN de Franklin Romine coincidió con las pruebas encontradas en el lugar del asesinato de Prior y su descripción física coincidió con la del hombre que intentó secuestrar a la mujer en Wellington Street. Además, el coche de Romine era compatible con las huellas de neumáticos encontradas cerca del cuerpo de Prior, lo que confirma que Romine fue el asesino de Prior. Dado que Romine estaba muerto, no se decidieron presentar más cargos y el caso quedó cerrado inmediatamente.
La hermana de Prior, Doreen, dijo: «La resolución del caso de Sharron nunca traerá de vuelta a Sharron, pero saber que su asesino ya no está en esta Tierra y que no matará más, nos aporta una especie de cierre».